# Comité national olympique de Bosnie-Herzégovine
Le comité national olympique de Bosnie-Herzégovine (bosnien : Olimpijski komitet Bosne i Hercegovine) est une association à but non lucratif représentant les athlètes bosniens auprès du Comité international olympique (CIO). Le comité s'occupe de la délégation nationale pour les Jeux olympiques d'hiver et d'été.

## Présentation
Le comité a été créé le 4 juin 1992, et Stjepan Kljuić fut le premier président. Quelques mois seulement après la création du comité, 10 athlètes ont participé aux Jeux olympiques d'été de 1992 à Barcelone. Ils étaient initialement sélectionnés avec la délégation yougoslave, mais l'indépendance de leur pays leur a permis de concourir sous leur couleurs nationales.